# Elymus lazicus
Elymus lazicus là một loài thực vật có hoa trong họ Hòa thảo. Loài này được (Boiss.) Melderis mô tả khoa học đầu tiên năm 1984.